# Ландсхут
Ла́ндсхут (устар. рус. Ландсгут, нем. Landshut, бав. Landshuad, Låndsad) — город в Баварии, Германия, на реке Изар, административный центр региона Нижняя Бавария. Железнодорожная станция. К Ландсхуту ведёт автобан A92.

## История
Город Ландсхут и крепость Траузниц были основаны в 1204 году герцогом Людвигом I Баварским. Уже в 1231 году Ландсхут стал резиденцией Виттельсбахов и в 1255 году, когда Баварское герцогство разделилось на две части, Ландсхут стал столицей Нижней Баварии. Герцог Генрих VI стал первым из трёх известных герцогов, которые правили Баварией-Ландсхутом в XV веке.
Свадьба герцога Георга и польской принцессы Ядвиги Ягеллонки в 1475 году была пышно отпразднована в Ландсхуте. Этой свадьбе посвящена одна из самых масштабных исторических реконструкций в Европе, т. н. «Ландсхутская свадьба», проводящаяся раз в четыре года.
После его смерти и короткой войны за наследство Нижняя Бавария-Ландсхут была воссоединена с Баварией-Мюнхеном. После своей поездки в Италию в 1537—1543 гг. герцог Людвиг X построил себе резиденцию в Ландсхуте. Вильгельм V, когда он был наследным принцем и жил в Ландсхуте десять лет вплоть до 1579 года, приказал перестроить крепость в стиле ренессанс. Позднее Лансхут потерял своё значение до тех пор, пока в 1800 году Университет Ингольштадта не переехал в Ландсхут. Однако, уже в 1826 г. университет был переведён в Мюнхен.
С открытием в 1992 году Мюнхенского аэропорта, недалеко от Ландсхута, город стал привлекательным местом для бизнеса.

### Возникновение
Со времен неолита, более 7 тыс. лет назал, люди из черноземной области Нижнего Дуная поселились на среднем течении Изара. Около 5500 г. до н.э первые поселенцы достигли района, где позже возник город Ландсхут. Поселение каменного века возникло на территории нынешнего Северного кладбища не позднее 4700 г. до н.э. Археологические раскопки 2006 г., в ходе которых были обнаружены в основном черепки и каменные орудия, позволяют предположить, что деревня была основана поселенцами из Богемии, влияние которых формировалось более ста лет, прежде чем, наконец, был принят местный культурный круг группы Оберлаутербах. Это поселение просуществовало около 300 лет.
После этого периода, в течение примерно 3500 лет, нет никаких свидетельств возможного заселения региона. Погребальная урна, сделанная из глины, датируется 900 годом до нашей эры. Считается, что в этот период на территории современной северной части города возникло одно из крупнейших поселений Баварии. С 15 г. до н.э. холмистая местность Нижней Баварии, которая в то время была малонаселенной и густо заросшей лесом, принадлежала Римской империи. В то время как вдоль границы римляне возвели многочисленные крепости и города, такие как Регенсбург или Пассау, в районе будущего Ландсхута было относительно спокойно.
Начиная с 500 г. н.э., из различных племен и местного населения сформировалось племя баваров. Ими были основаны первые поселения, такие как Эргольдинг и Эхинг. До XII в. большинство населения жило за счет сельского хозяйства, в эпоху высокого средневековья начали развиваться торговля и ремесла. Представители сословий купцов и ремесленников селились в основном в географически удобных местах, чтобы привлечь больше клиентов. Благодаря своему расположению на важном Изарском мосту будущий Ландсхут смог превратиться в крупный город.

## Население
По оценке на 31 декабря 2015 года население межрайонного города (городской общины) Ландсхут составляет 69 211 чел. 

| Дата      | 1840  | 1871  | 1900  | 1925  | 1939  | 1950  | 1961  | 1970  | 1987  | 2011  |
| --------- | ----- | ----- | ----- | ----- | ----- | ----- | ----- | ----- | ----- | ----- |
| Население | 12119 | 17888 | 26538 | 31866 | 36853 | 49783 | 54446 | 58376 | 56446 | 63544 |

| Год       | 1960  | 1970  | 1980  | 1990  | 2000  | 2009  | 2010  | 2011  | 2012  | 2013  | 2014  | 2015  |
| --------- | ----- | ----- | ----- | ----- | ----- | ----- | ----- | ----- | ----- | ----- | ----- | ----- |
| Население | 53519 | 58479 | 55796 | 59066 | 58746 | 62735 | 63258 | 64277 | 65322 | 66179 | 67509 | 69211 |

## Достопримечательности
- Крепость Траусниц
- Ратуша
- Мартинскирхе — эталон баварского зального храма
- Церковь Святого Духа (Ландсхут)
- Церковь Святого Йодока
- Резиденция Людвига X, перестроенная в конце XVIII века
- Цистерцианское аббатство Зелигенталь
- Больница Святого Духа
- Русская православная церковь Николая Чудотворца[10]

## Города-побратимы
- Элгин, Шотландия, с 1956 г.
- Компьень, Франция, с 1962 г.
- Рид-им-Иннкрайс, Австрия, с 1974 г.
- Скио, Италия, с 1981 г.
- Сибиу, Румыния, с 2002 г.

## Известные люди
- См. Категория:Персоналии:Ландсхут

- Роман Херцог — президент Германии с 1994 по 1999 годы.
- Людвиг Фейербах — немецкий философ.
- Хернле, Карл Йозеф — скульптор.
- Карл Дюпрель — немецкий писатель-оккультист.
- Карл Танера (1849—1904) — немецкий военный писатель.
- Ханс Каросса (1878—1956) — немецкий писатель. Почётный гражданин Ландсхута.
- Мириам Пресслер (1940—2019) — немецкая детская писательница и переводчица.

## Галерея

Панорама Ландсхута
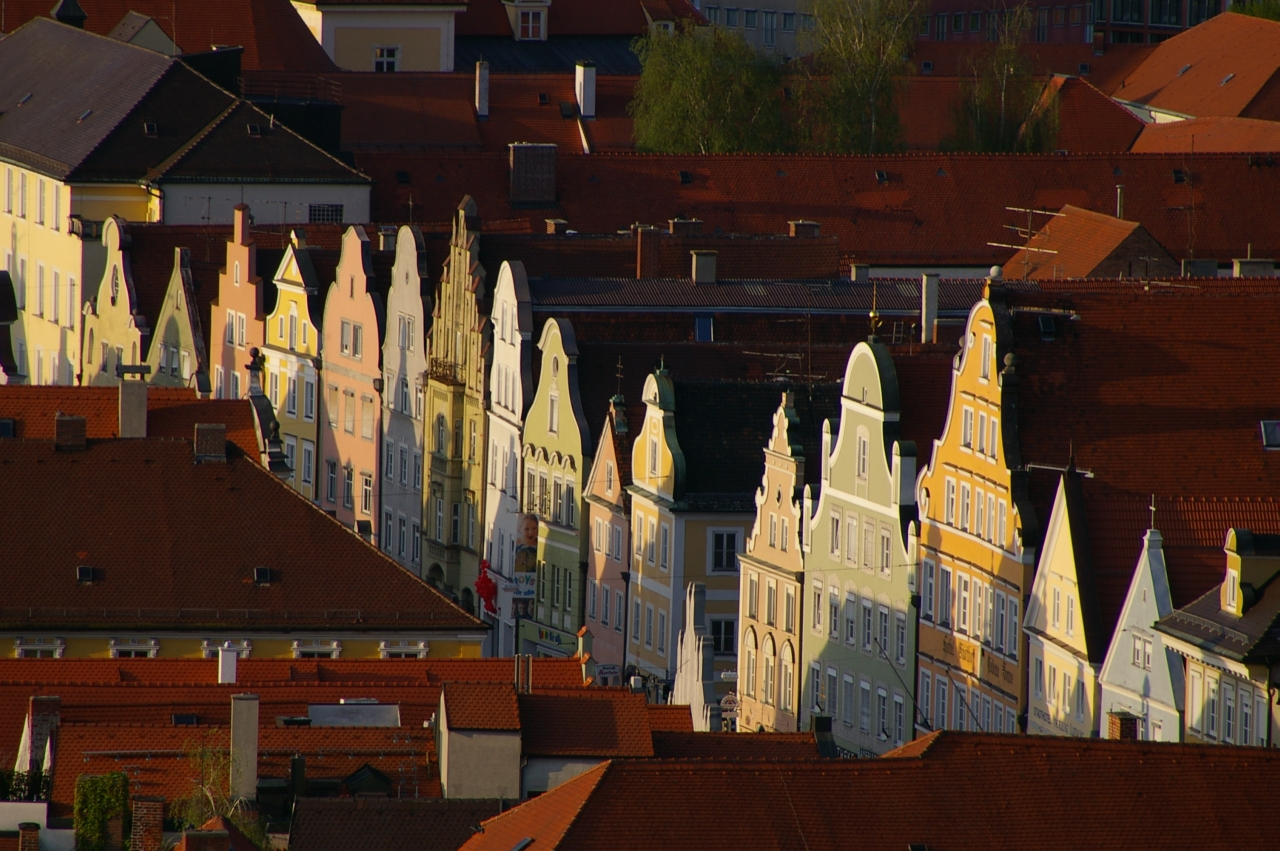
Альтштадт — центральная улица города, вид сверху
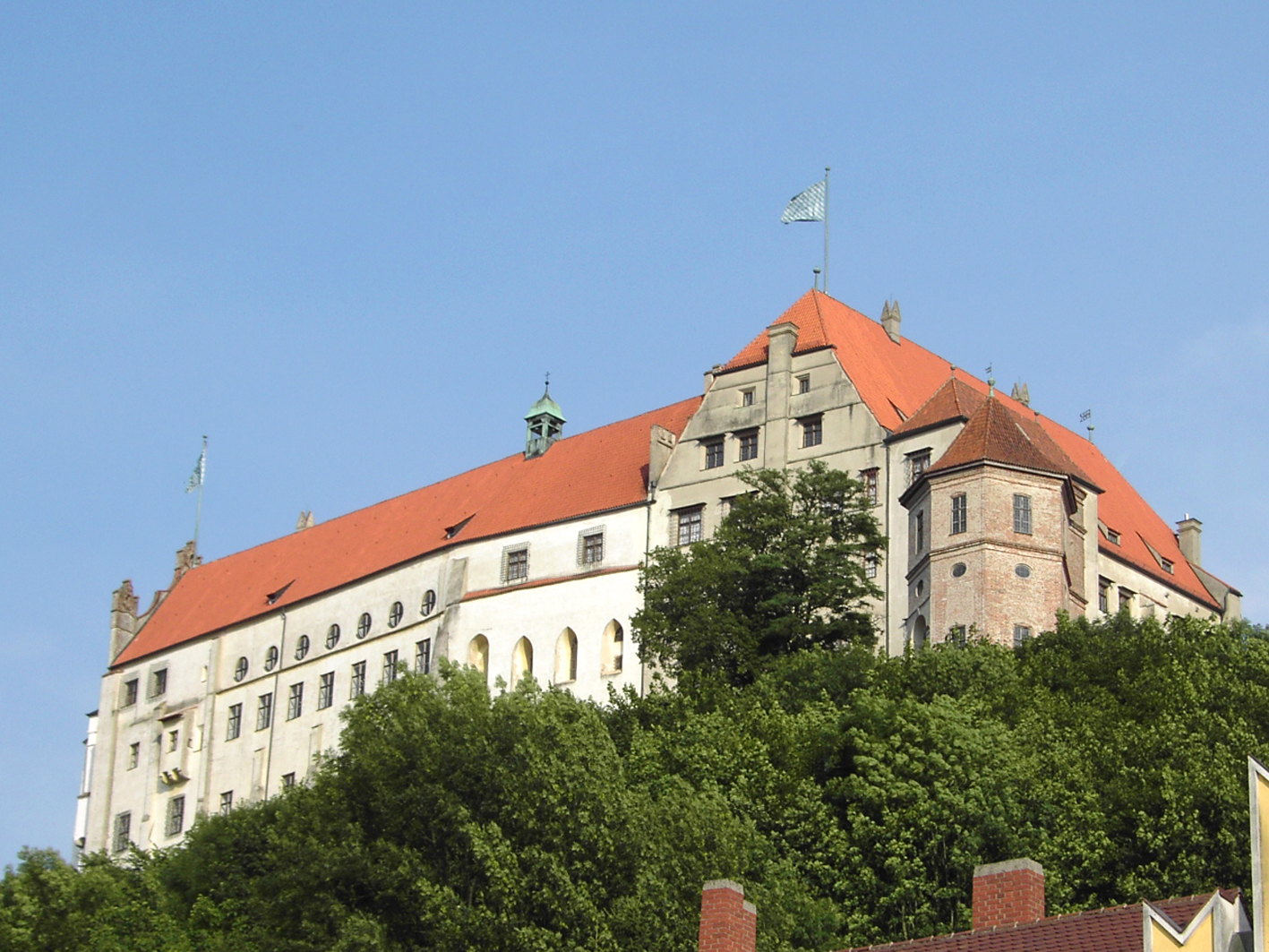
Траусниц — средневековая крепость в Ландсхуте
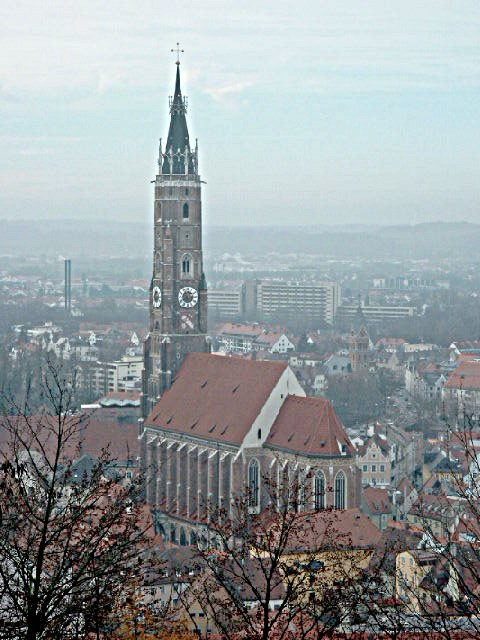
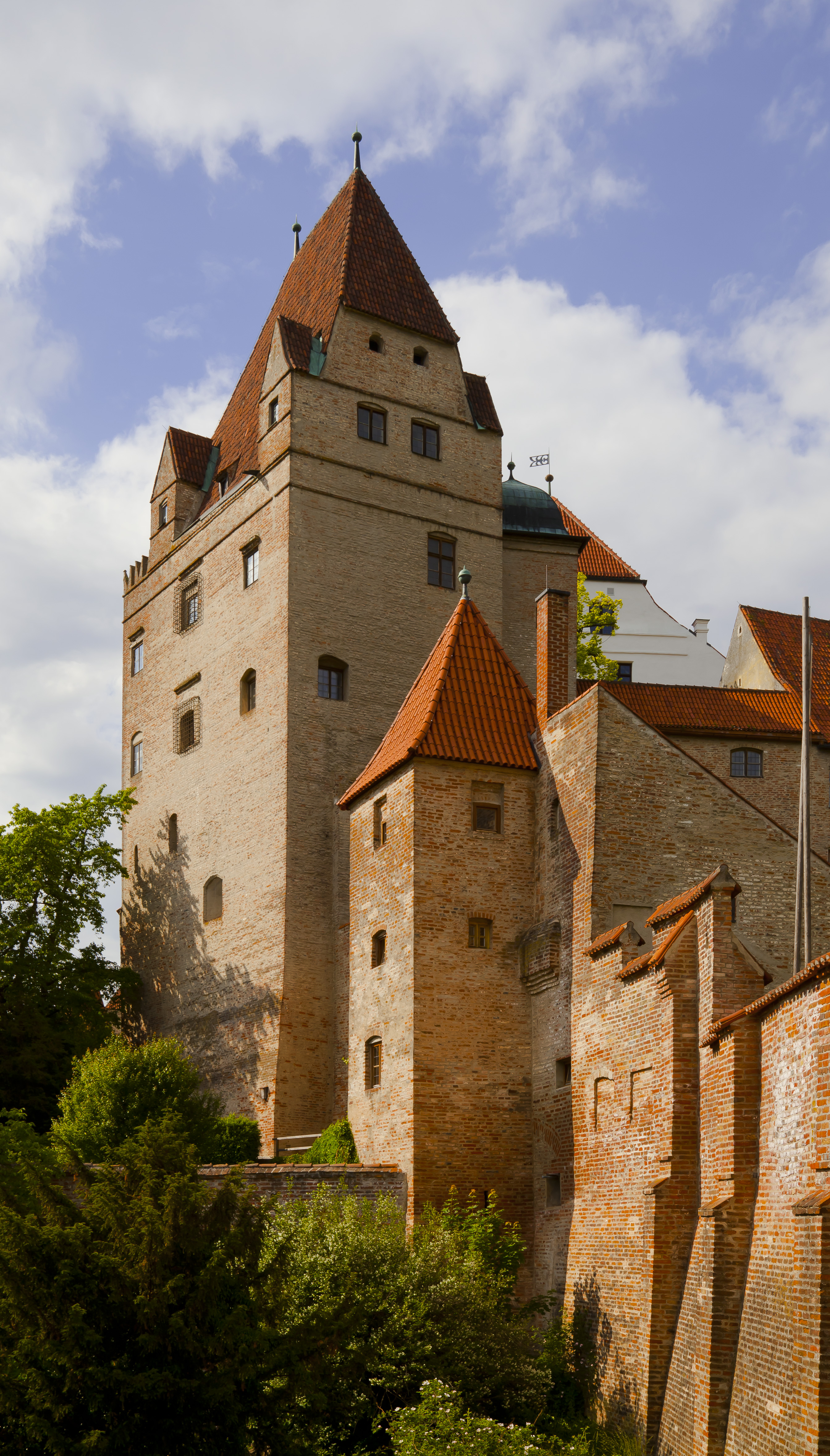
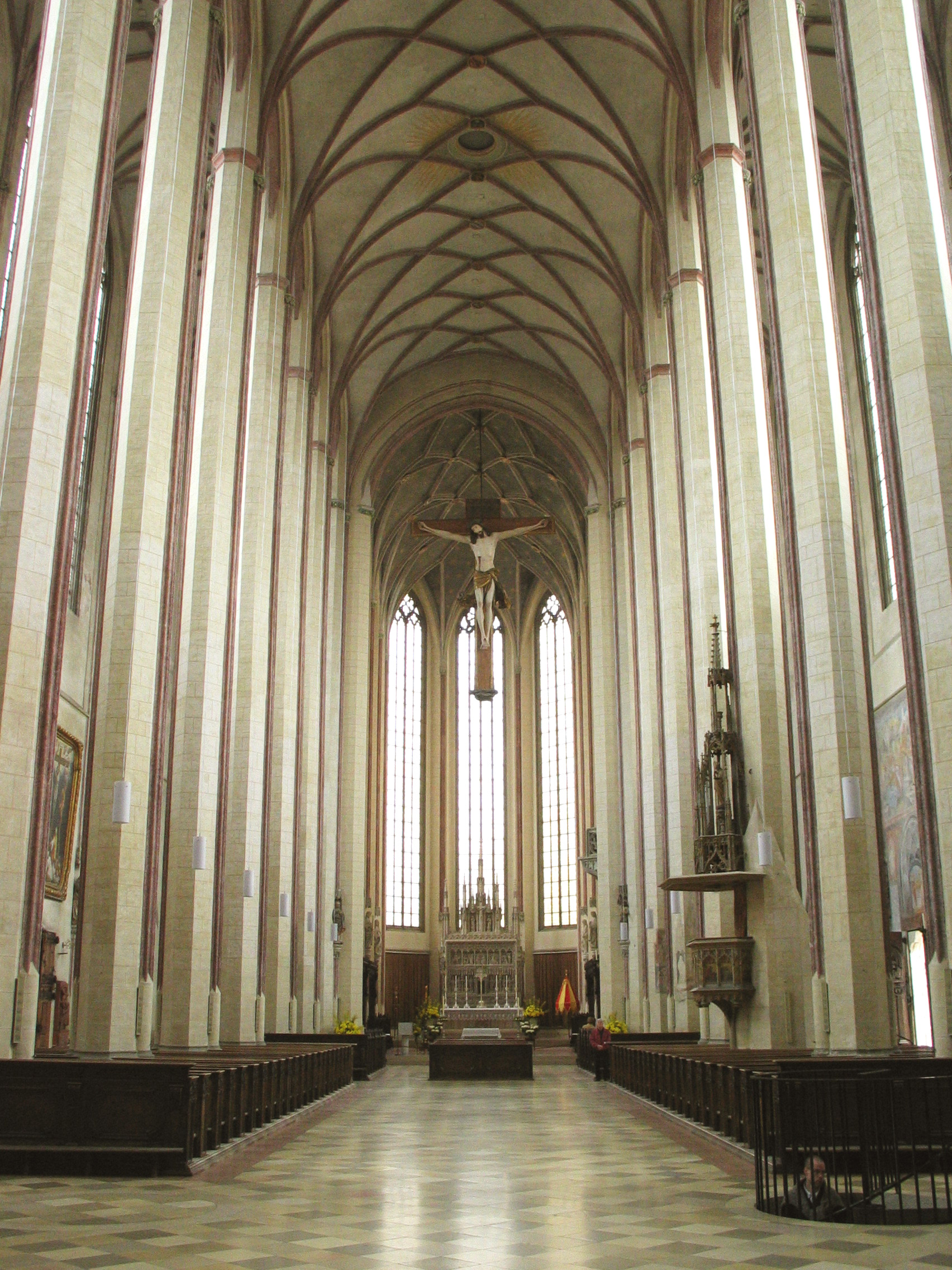